# Centre de recherche et d'information socio-politiques
Het Centre de recherche et d'information socio-politiques (CRISP, Centrum voor Socio-Politiek Onderzoek en Informatie) is een onafhankelijke onderzoeksorganisatie, gespecialiseerd in de studie van het politieke, economische en sociale leven in België. De organisatie werd in 1958 in Brussel opgericht door Jules Gérard-Libois (fr), Jean Ladrière, François Perin en Jean Neuville (fr) met academici van verscheidene universiteiten.
Sinds januari 1959 publiceert het een verzameling wetenschappelijke monografieën, de Courrier hebdomadaire du CRISP (meer dan 2.250 nummers), korte werken, de Dossiers du CRISP (meer dan 80 nummers), boeken (ongeveer 50 titels), korte artikelen, Les @nalyses du CRISP en ligne. Het biedt ook verschillende online tools: een Politieke Woordenlijst, een Permanent Repertorium van het aandeelhouderschap van Waalse bedrijven (meer dan 80.000 bedrijven), de samenstelling van regeringen (nationaal, gewestelijk of communautair) sinds 1944.
Aanvankelijk beschikte het CRISP ook "over originele informatiebronnen in België en Afrika en verwierf vanaf 1959 een bevoorrechte plaats op het gebied van informatie en uitleg over de Congolese en Ruandese problemen", aldus de Franse politicoloog Jean Meynaud. Het publiceerde het Courrier africain vanaf 1960, een Courrier africain hebdomadaire vanaf 1961, Études congolaises, en een aantal boeken, onder andere door Jules Gerard-Libois en Benoît Verhaegen.